# Cavaleiro Andante (revista)
O Cavaleiro Andante  foi uma revista portuguesa de banda desenhada. Teve a duração de 556 números, publicados entre 5 de Janeiro de 1952 e 25 de Agosto de 1962.
A maior parte das séries publicadas eram de origem europeia, em contraponto ao Mundo de Aventuras, outra revista existente na época, mais virada para a banda desenhada norte-americana.
Vários foram os autores portugueses que publicaram trabalhos seus nesta revista, destacando-se Fernando Bento, José Ruy, Eduardo Teixeira Coelho, José Garcês e José Manuel Soares.
Teve como único director Adolfo Simões Muller.